# F. W. 미참
프랭크 화이트 미참(미국 영어: Frank White Meacham, 1856년 3월 31일 ~ 1909년 12월 22일)은 19세기 미국의 클래식 작곡가이었다.

## 그의 생애
그는 뉴욕 시의 브루클린서 출생하였으며, 10살에 유명한 재즈 작곡가의 왈츠를 편곡하는 등 어려서부터 음악에 두각을 내 보였다. 처음에는 서점 직원과 교원 등으로 일하다가 작곡가가 되었으며, 그의 작품은 주로 대중음악풍의 행진곡과 가곡, 그리고 초기 래그타임 장르가 많다. 
그는 1909년 뉴욕에서 폐렴으로 사망하였다.

## 그의 작품들
대중음악풍의 행진곡인 아메리칸 패트롤이 가장 유명하며, 잘 알려져 있지는 않지만 유명한 작곡가 스티븐 포스터 등과도 자주 교류하며 공동으로 작곡을 하였다고 한다. 이외의 곡으로 1886년에 출판된 <요정들의 춤> (https://www.worldcat.org/title/dance-of-the-fairies-polka-rondo/oclc/26320987)과 J. 워크의 작품을 편곡한 <죠지아 행진곡> 등이 있다.